# Aliénor de Bretagne (morte en 1241)
Pour les articles homonymes, voir Aliénor de Bretagne et Brette (homonymie).
Aliénor (ou Éléonore) de Bretagne, surnommée « la Brette », née entre 1182 et 1184, est la fille de Geoffroy II de Bretagne et de Constance de Bretagne. Son oncle Jean sans Terre, puis son cousin Henri III la retiennent captive jusqu’à sa mort, en 1241.

## Biographie
Le père d'Aliénor est le quatrième des fils d'Henri II d'Angleterre. Il vient après Richard Cœur de Lion et précède Jean, dans l'ordre de succession pour tout l’empire Plantagenêt (Anjou, Maine, Touraine, Normandie, Poitou, Aquitaine, Angleterre). Aliénor n’a qu’un an ou deux lorsque ce père meurt, le 19 août 1186, faisant d’elle l’héritière de Richard selon la coutume angevine. Par sa mère, elle est héritière de la Bretagne et du comté de Richemont (au nord de l’Angleterre). Elle sera précédée dans tous ces droits par son frère, du vivant de celui-ci. En ce qui concerne l’héritage Plantagenêt, les droits des deux enfants de Geoffroy vont donc primer ceux de leur oncle Jean. Ce qui va faire leur malheur. Arthur, le frère d’Aliénor, naît dans la nuit du 29 au 30 avril 1187, huit mois après la mort de leur père.
En 1192, la fillette part en Autriche, son oncle Richard Cœur de Lion, prisonnier, ayant été contraint de la fiancer au fils du duc Léopold. À la mort du duc (31 décembre 1194), Aliénor revient en Bretagne. Un mariage est envisagé avec Louis, fils de Philippe Auguste. Mais le projet reste sans suite.
|                     |                     |                     |                     |                     |                     |  |  |                 |                 |                 |                 |                 |                 |  |  |                    |                    |                    |                    |                    |                    |  |  |                    |                    | Henri II 1133-1189 | Henri II 1133-1189 | Henri II 1133-1189 | Henri II 1133-1189 | Henri II 1133-1189 | Henri II 1133-1189 |                      |                      |                      |                      |                      |                      | Aliénor d'Aquitaine 1122-1204 | Aliénor d'Aquitaine 1122-1204 | Aliénor d'Aquitaine 1122-1204   | Aliénor d'Aquitaine 1122-1204   | Aliénor d'Aquitaine 1122-1204   | Aliénor d'Aquitaine 1122-1204   |                                 |                                 |  |  |                   |                   |                   |                   |                   |                   |  |  |                  |                  |                  |                  |                  |                  |  |  |                     |                     |                     |                     |                     |                     |  |  |  |  |  |  |  |  |  |  |
|                     |                     |                     |                     |                     |                     |  |  |                 |                 |                 |                 |                 |                 |  |  |                    |                    |                    |                    |                    |                    |  |  |                    |                    | Henri II 1133-1189 | Henri II 1133-1189 | Henri II 1133-1189 | Henri II 1133-1189 | Henri II 1133-1189 | Henri II 1133-1189 |                      |                      |                      |                      |                      |                      | Aliénor d'Aquitaine 1122-1204 | Aliénor d'Aquitaine 1122-1204 | Aliénor d'Aquitaine 1122-1204   | Aliénor d'Aquitaine 1122-1204   | Aliénor d'Aquitaine 1122-1204   | Aliénor d'Aquitaine 1122-1204   |                                 |                                 |  |  |                   |                   |                   |                   |                   |                   |  |  |                  |                  |                  |                  |                  |                  |  |  |                     |                     |                     |                     |                     |                     |  |  |  |  |  |  |  |  |  |  |
|                     |                     |                     |                     |                     |                     |  |  |                 |                 |                 |                 |                 |                 |  |  |                    |                    |                    |                    |                    |                    |  |  |                    |                    |                    |                    |                    |                    |                    |                    |                      |                      |                      |                      |                      |                      |                               |                               |                                 |                                 |                                 |                                 |                                 |                                 |  |  |                   |                   |                   |                   |                   |                   |  |  |                  |                  |                  |                  |                  |                  |  |  |                     |                     |                     |                     |                     |                     |  |  |  |  |  |  |  |  |  |  |
|                     |                     |                     |                     |                     |                     |  |  |                 |                 |                 |                 |                 |                 |  |  |                    |                    |                    |                    |                    |                    |  |  |                    |                    |                    |                    |                    |                    |                    |                    |                      |                      |                      |                      |                      |                      |                               |                               |                                 |                                 |                                 |                                 |                                 |                                 |  |  |                   |                   |                   |                   |                   |                   |  |  |                  |                  |                  |                  |                  |                  |  |  |                     |                     |                     |                     |                     |                     |  |  |  |  |  |  |  |  |  |  |
| Guillaume 1153-1156 | Guillaume 1153-1156 | Guillaume 1153-1156 | Guillaume 1153-1156 | Guillaume 1153-1156 | Guillaume 1153-1156 |  |  | Henri 1155-1183 | Henri 1155-1183 | Henri 1155-1183 | Henri 1155-1183 | Henri 1155-1183 | Henri 1155-1183 |  |  | Mathilde 1156-1189 | Mathilde 1156-1189 | Mathilde 1156-1189 | Mathilde 1156-1189 | Mathilde 1156-1189 | Mathilde 1156-1189 |  |  | Richard 1157- 1199 | Richard 1157- 1199 | Richard 1157- 1199 | Richard 1157- 1199 | Richard 1157- 1199 | Richard 1157- 1199 |                    |                    | Geoffroy 1158-1186   | Geoffroy 1158-1186   | Geoffroy 1158-1186   | Geoffroy 1158-1186   | Geoffroy 1158-1186   | Geoffroy 1158-1186   |                               |                               | Constance de Bretagne 1161-1201 | Constance de Bretagne 1161-1201 | Constance de Bretagne 1161-1201 | Constance de Bretagne 1161-1201 | Constance de Bretagne 1161-1201 | Constance de Bretagne 1161-1201 |  |  | Aliénor 1161-1214 | Aliénor 1161-1214 | Aliénor 1161-1214 | Aliénor 1161-1214 | Aliénor 1161-1214 | Aliénor 1161-1214 |  |  | Jeanne 1165-1199 | Jeanne 1165-1199 | Jeanne 1165-1199 | Jeanne 1165-1199 | Jeanne 1165-1199 | Jeanne 1165-1199 |  |  | Jean 1166-1216      | Jean 1166-1216      | Jean 1166-1216      | Jean 1166-1216      | Jean 1166-1216      | Jean 1166-1216      |  |  |  |  |  |  |  |  |  |  |
| Guillaume 1153-1156 | Guillaume 1153-1156 | Guillaume 1153-1156 | Guillaume 1153-1156 | Guillaume 1153-1156 | Guillaume 1153-1156 |  |  | Henri 1155-1183 | Henri 1155-1183 | Henri 1155-1183 | Henri 1155-1183 | Henri 1155-1183 | Henri 1155-1183 |  |  | Mathilde 1156-1189 | Mathilde 1156-1189 | Mathilde 1156-1189 | Mathilde 1156-1189 | Mathilde 1156-1189 | Mathilde 1156-1189 |  |  | Richard 1157- 1199 | Richard 1157- 1199 | Richard 1157- 1199 | Richard 1157- 1199 | Richard 1157- 1199 | Richard 1157- 1199 |                    |                    | Geoffroy 1158-1186   | Geoffroy 1158-1186   | Geoffroy 1158-1186   | Geoffroy 1158-1186   | Geoffroy 1158-1186   | Geoffroy 1158-1186   |                               |                               | Constance de Bretagne 1161-1201 | Constance de Bretagne 1161-1201 | Constance de Bretagne 1161-1201 | Constance de Bretagne 1161-1201 | Constance de Bretagne 1161-1201 | Constance de Bretagne 1161-1201 |  |  | Aliénor 1161-1214 | Aliénor 1161-1214 | Aliénor 1161-1214 | Aliénor 1161-1214 | Aliénor 1161-1214 | Aliénor 1161-1214 |  |  | Jeanne 1165-1199 | Jeanne 1165-1199 | Jeanne 1165-1199 | Jeanne 1165-1199 | Jeanne 1165-1199 | Jeanne 1165-1199 |  |  | Jean 1166-1216      | Jean 1166-1216      | Jean 1166-1216      | Jean 1166-1216      | Jean 1166-1216      | Jean 1166-1216      |  |  |  |  |  |  |  |  |  |  |
|                     |                     |                     |                     |                     |                     |  |  |                 |                 |                 |                 |                 |                 |  |  |                    |                    |                    |                    |                    |                    |  |  |                    |                    |                    |                    |                    |                    |                    |                    |                      |                      |                      |                      |                      |                      |                               |                               |                                 |                                 |                                 |                                 |                                 |                                 |  |  |                   |                   |                   |                   |                   |                   |  |  |                  |                  |                  |                  |                  |                  |  |  |                     |                     |                     |                     |                     |                     |  |  |  |  |  |  |  |  |  |  |
|                     |                     |                     |                     |                     |                     |  |  |                 |                 |                 |                 |                 |                 |  |  |                    |                    |                    |                    |                    |                    |  |  |                    |                    |                    |                    |                    |                    |                    |                    |                      |                      |                      |                      |                      |                      |                               |                               |                                 |                                 |                                 |                                 |                                 |                                 |  |  |                   |                   |                   |                   |                   |                   |  |  |                  |                  |                  |                  |                  |                  |  |  |                     |                     |                     |                     |                     |                     |  |  |  |  |  |  |  |  |  |  |
|                     |                     |                     |                     |                     |                     |  |  |                 |                 |                 |                 |                 |                 |  |  |                    |                    |                    |                    |                    |                    |  |  |                    |                    |                    |                    |                    |                    |                    |                    | Aliénor 1182/84-1241 | Aliénor 1182/84-1241 | Aliénor 1182/84-1241 | Aliénor 1182/84-1241 | Aliénor 1182/84-1241 | Aliénor 1182/84-1241 |                               |                               | Arthur 1187-1203                | Arthur 1187-1203                | Arthur 1187-1203                | Arthur 1187-1203                | Arthur 1187-1203                | Arthur 1187-1203                |  |  |                   |                   |                   |                   |                   |                   |  |  |                  |                  |                  |                  |                  |                  |  |  | Henri III 1207-1272 | Henri III 1207-1272 | Henri III 1207-1272 | Henri III 1207-1272 | Henri III 1207-1272 | Henri III 1207-1272 |  |  |  |  |  |  |  |  |  |  |

### Captivité

#### Sous Jean sans Terre
Aliénor est enlevée par son oncle Jean. On ignore à quelle date, où, et dans quelles circonstances. Jean se proclame son tuteur. Elle restera prisonnière toute sa vie. Richard Cœur de Lion meurt en 1199. La duchesse Constance meurt en 1201. Arthur, prisonnier de Jean, est probablement assassiné, sur ordre de son oncle, en avril 1203. Mais on n'apprendra sa mort que cinq ans plus tard.
Le 6 décembre 1203, fuyant la Normandie, Jean débarque en Angleterre avec sa captive. Au printemps 1204, Philippe Auguste réclame la libération d’Aliénor. En 1208, les évêques bretons font de même. Ce n’est qu’en cette année 1208 que la mort d’Arthur est connue. La prisonnière est contrainte, faisant valoir ses droits sur la Bretagne et sur le comté de Richemont, de préciser qu’elle confie le pouvoir à Jean. En 1214, Aliénor est détenue en France (campagne malheureuse de Jean, de février à juillet, qui se solde par la défaite de La Roche-aux-Moines), puis elle revient en Angleterre.

#### SousHenriIII
Quand Jean sans Terre meurt en 1216, Henri III lui succède, et Aliénor reste encore prisonnière vingt-cinq ans. Parmi ses lieux de captivité, on connaît le château de Gloucester (1222–1223, puis 1237–1238), Marlborough et enfin Bristol. Bien que captive elle est toujours vénérée comme princesse, recevant toujours des cadeaux généreux et pouvant monter à cheval. Elle meurt le 10 août 1241,  et est enterrée au couvent d’Ambresburg (Amesbury).
En 1268, Henri III ordonne à d’Ambresburg de rendre hommage à Arthur et Aliénor, ainsi qu'à tous les rois et reines.

## Légende
La Chronique de Lanercost prétend que, peu avant la mort d’Aliénor, Henri III, pris de remords, ou soucieux de légitimer le pouvoir de sa descendance, aurait donné sa couronne à la captive. Elle ne l’aurait gardée que trois jours, et en aurait fait don au tout jeune prince Édouard (le futur Édouard Ier, né deux ans avant la mort d’Aliénor).

## Représentation dans la culture

### Dans la littérature
Aliénor de Bretagne apparaît dans quelques œuvres de fiction, parmi lesquelles Angelina (1796) de Mary Robinson. Dans Below the Salt, roman de Thomas Costain, Aliénor s’évade, épouse un chevalier qui possède des terres en Irlande et y fonde une famille. La trilogie Through a Dark Mist, In the Shadow of Midnight et The Last Arrow de Marsha Canham, parle aussi de l’évasion de la princesse. Les deux auteurs suggèrent que Guillaume le Maréchal voulait lui aussi qu’Aliénor soit libérée.
Aliénor apparaît aussi dans les romans Here Be Dragons de Sharon Kay Penman (en), Sirocco Wind from the East de Virginia Ann Work, et est l’héroïne de The Shimmering Sky de Rik Denton. L’histoire de la vie d’Aliénor est aussi racontée à la première personne dans The Captive Princess de J. P. Reedman. La captivité d'Aliénor est aussi évoquée dans le roman Le Poids d’une couronne (légende bretonne) (1867-1868) de Gabrielle d’Étampes.
Dans son poème The Lament of Eleanor of Bretagne, l’écrivaine et poétesse anglaise victorienne Menella Bute Smedley imagine la mélancolie d’Aliénor alors qu’elle vieillit, toujours emprisonnée.